# Harry Golding
Harry Golding, britanski general, * 1889, † 1969.